# Antonio Bassolino
Antonio Bassolino (Afragola, 20 marzo 1947) è un politico italiano, consigliere comunale di Napoli dal 2021.
È stato deputato alla Camera dal 1987 al 1994 per due legislature: la X e la XI nel gruppo PCI - PDS, sindaco di Napoli per due mandati consecutivi dal 6 dicembre 1993 al 24 marzo 2000 e Ministro del lavoro e della previdenza sociale nel primo governo D'Alema dal 21 ottobre 1998 al 21 giugno 1999, Presidente della Regione Campania per due mandati successivi dal 18 maggio 2000 al 17 aprile 2010.
Già esponente del Partito Comunista Italiano, del Partito Democratico della Sinistra e dei Democratici di Sinistra, è stato tra i fondatori del Partito Democratico che ha successivamente abbandonato nel 2017.

## Biografia
Nasce il 20 marzo 1947 ad Afragola, nella provincia di Napoli. Nel palazzo dove abitava c'era la sezione "Antonio Gramsci" del Partito Comunista Italiano (PCI) di Afragola, dove da bambino andava a giocare a calciobalilla. Lì un compagno gli dette da leggere le "Lettere dal Carcere" di Antonio Gramsci, e quella lettura lo indusse nel 1962, a soli 15 anni, ad iscriversi al PCI, militando nella Federazione Giovanile Comunista Italiana (FGCI) del PCI. La sezione era frequentata soprattutto da braccianti, con i quali Bassolino si recava la mattina prima di andare al ginnasio, al mercato delle braccia, rendendosi conto delle condizioni di sfruttamento a cui erano sottoposti.
Nel 1963, a 16 anni, diventa segretario della sezione del PCI ad Afragola, a seguito della deroga che dalla sezione chiesero alla federazione provinciale. Il suo primo comizio, dell'estate 1964 al fianco di Giorgio Napolitano all'epoca segretario del PCI di Napoli, fu il comizio finale di una manifestazione contro l'invasione del Vietnam da parte degli Stati Uniti.
Nel 1965 consegue il diploma di maturità classica al Liceo Garibaldi di Napoli.
Nel 1970 viene eletto consigliere regionale, mentre nel 1971 viene nominato segretario della federazione del PCI di Avellino sino al 1975. Nel 1976 viene nominato segretario della Campania sino al 1983. Nel frattempo, nel 1972 è immesso nel comitato centrale del partito. Nel 1980 è nominato responsabile della commissione per il Mezzogiorno e in seguito di quella per il Lavoro.
Alle elezioni politiche del 1987 viene eletto alla Camera dei deputati nelle circoscrizioni Napoli-Caserta e Catanzaro-Cosenza-Reggio Calabria, optando per quest'ultima, ed entra nella commissione bicamerale Lavoro. Nel 1990 gli viene affidata la commissione mass media.
Al XX congresso del PCI (l'ultimo) a Rimini, dove avviene definitivamente la svolta della Bolognina di Achille Occhetto dal PCI al Partito Democratico della Sinistra (PDS dove Bassolino confluisce), svolge un ruolo di mediazione tra i sostenitori (tra gli altri Massimo D'Alema, Walter Veltroni e Piero Fassino) e gli avversari della transizione (Armando Cossutta, Alessandro Natta, Pietro Ingrao, Sergio Garavini e Fausto Bertinotti).
Alle elezioni politiche del 1992 viene ricandidato nella circoscrizione Napoli-Caserta, e rieletto deputato alla Camera tra le liste del PDS, dove nella XI legislatura è componente della 8ª Commissione Ambiente, Territorio e Lavori Pubblici e 10ª Commissione Attività Produttive, Commercio e Turismo.

### Sindaco di Napoli

#### Primo mandato

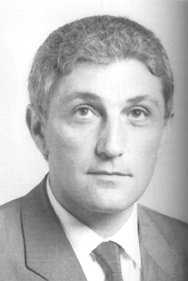
Antonio Bassolino rieletto alla Camera dei deputati nel 1992

Nel 1993 il partito lo invia a Napoli come commissario della federazione, travolta dagli scandali di Tangentopoli, venendo successivamente candidato a sindaco della stessa città. Alle elezioni comunali di quello stesso anno supera il principale avversario, Alessandra Mussolini del Movimento Sociale Italiano, al ballottaggio del 5 dicembre 1993 guidando una coalizione di centro-sinistra formata da Partito Democratico della Sinistra, Partito della Rifondazione Comunista, Federazione dei Verdi, Rinascita Socialista, La Rete e la lista civica Alternativa per Napoli e divenendo così il primo sindaco eletto direttamente dai cittadini della città.

#### Secondo mandato
Portato a termine il primo mandato, viene ricandidato in occasione delle elezioni comunali del novembre 1997, e rieletto ottenendo il 72,9% dei voti al primo turno, col sostegno di una coalizione sempre di centro-sinistra formata da Partito Democratico della Sinistra, Partito Popolare Italiano, Partito della Rifondazione Comunista, Rinnovamento Italiano, Federazione dei Verdi - La Rete, Partito Repubblicano Italiano, Unione Democratica e le liste civiche di "Napoli Città Nuova" e "Riformisti per Napoli".

#### Provvedimenti
Nel generale senso di rinnovamento che attraversò la città di Napoli, dopo gli scandali di corruzione di Tangentopoli che flagellò i discussi esponenti locali della DC e del pentapartito (Alfredo Vito, Francesco De Lorenzo, Giulio Di Donato, Paolo Cirino Pomicino, Antonio Gava), negli anni dell'amministrazione Bassolino in quel periodo venne soprannominato dalla stampa "Rinascimento Napoletano". In quegli anni con il Piano Comunale Trasporti nella Linea 1 della metropolitana di Napoli 1995 venne inaugurato il tratto in viadotto tra Colli Aminei-Piscinola. Tra il 1996 e il 2000 aprono i cantieri per Materdei a Dante, Dante a Garibaldi, con il piano generale dei trasporti vengono cambiati i progetti originari unendo in un unico anello la metropolitana, la tratta completa è Piscinola-Dante-Garibaldi-Aeroporto-Piscinola. Vengono inoltre pedonalizzate le principali vie commerciali della città e Piazza del Plebiscito e, per rilanciare l'immagine della città, viene potenziato il Maggio dei monumenti che nel 1994 registrerà circa un milione di visitatori e, per certi aspetti, fu il banco di prova per l'organizzazione dell'imminente G7 quando furono predisposti dei piani di traffico e di sicurezza sulla base di quelli scelti per il maggio Monumenti.

### Ministro del Lavoro e della Previdenza sociale
Con la nascita del primo governo presieduto da Massimo D'Alema, il 21 ottobre 1998 giura nelle mani del Presidente della Repubblica Oscar Luigi Scalfaro come Ministro del lavoro e della previdenza sociale, rimanendo in carica fino al 20 giugno 1999, quando Bassolino decide di abbandonare il mandato di ministro e tornare a Napoli, poche settimane dopo l'omicidio del suo consulente giuridico: il professore Massimo D'Antona.
Tra i suoi provvedimenti come ministro si ricordano in proposito la modifica al decreto legge sugli straordinari e la modifica della durata dell'orario settimanale di lavoro (da 48 a 45 ore).

### Presidente della Regione Campania

#### Primo mandato
Nel 2000 abbandona l'incarico di sindaco e si candida alla presidenza della Regione Campania. Nonostante le polemiche per aver lasciato Napoli in favore di incarichi di politica nazionale, non placate pur dopo le dimissioni da Ministro, viene eletto con la maggioranza assoluta dei voti (54,3%) sostenuto dalla coalizione dell'Ulivo (formata da Democratici di Sinistra, Partito Popolare Italiano, Unione Democratici per l'Europa, I Democratici, Socialisti Democratici Italiani, Partito della Rifondazione Comunista, Rinnovamento Italiano, Federazione dei Verdi, Partito dei Comunisti Italiani e Partito Repubblicano Italiano) battendo Antonio Rastrelli di Alleanza Nazionale e sostenuto dalla Casa delle Libertà (Forza Italia, Centro Cristiano Democratico, Partito Democratico Cristiano, Cristiani Democratici Uniti, Movimento Sociale - Fiamma Tricolore, Partito Socialista - Socialdemocrazia e Lega Sud Ausonia).
Ha ricevuto il premio "Gold star" dall'Associazione dei giornalisti europei per la promozione turistica e culturale della città di Napoli.

#### Secondo mandato

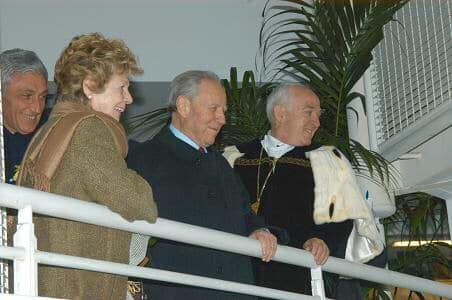
Il presidente della Campania Bassolino assieme al presidente della repubblica Carlo Azeglio Ciampi e consorte, e al rettore dell'università degli studi di Salerno Raimondo Pasquino in visita alla Biblioteca "E. R. Caianiello"

Viene rieletto presidente della giunta della Regione Campania, il 3 e 4 aprile 2005, con il 61,6% dei voti guidando la coalizione dell'Unione (formata da Democrazia è Libertà - La Margherita, Democratici di Sinistra, Popolari UDEUR, Socialisti Democratici Italiani, Partito della Rifondazione Comunista, Federazione dei Verdi, Partito dei Comunisti Italiani, Italia dei Valori - Lista Consumatori, Democrazia Liberale - Repubblicani, Democrazia Federalista, Repubblicani Europei e lista civica Governo Civico) e battendo Italo Bocchino di Alleanza Nazionale e sostenuto nuovamente dalla Casa delle Libertà (Forza Italia, Unione dei Democratici Cristiani e di Centro, Nuovo PSI, Partito Repubblicano Italiano, Partito Pensionati e Movimento Idea Sociale).
Nello stesso anno si sposa con Anna Maria Carloni, eletta al Senato nella XV legislatura e nella XVI legislatura.
È stato oggetto di critiche perché la Regione Campania avrebbe effettuato operazioni economiche ritenute svantaggiose con la Banca UBS, presso cui lavora il figlio, Gaetano Bassolino, all'interno del settore che si occupa degli investimenti delle pubbliche amministrazioni. Il consulente finanziario della trasmissione Report (trasmessa il 14 ottobre 2007) ha affermato che l'operazione sarebbe costata alla Regione Campania 28 milioni di euro di costi impliciti, trasferendo però questo debito sulle gestioni future.
All'inizio del 2008 è tornato al centro di feroci polemiche a causa della nuova emergenza dei rifiuti nella regione Campania e nella provincia di Napoli in particolare. Antonio Di Pietro, allora Ministro delle infrastrutture, ne ha chiesto pubblicamente le dimissioni attraverso il suo blog.

### Momentaneo ritiro dalla politica e l'attività culturale
Nel 2009 diventa presidente della Fondazione SUDD, onlus che non beneficia di contributi privati. Dopo una breve crisi nel 2013 per mancanza di fondi, la Fondazione continua la sua opera per tener vivo il dibattito sul Mezzogiorno d'Italia, in ogni sua implicazione: sociale, economica, politica e culturale.

### Candidatura alle primarie di Napoli
Il 21 novembre 2015, con un tweet, annuncia la sua candidatura alle primarie del PD per un nuovo mandato da sindaco di Napoli. La sua candidatura viene osteggiata dalla Segreteria Nazionale, con dichiarazioni che Bassolino non è il candidato ufficiale del partito, arrivando anche a proporre, per bocca dei vicesegretari nazionali Lorenzo Guerini e Debora Serracchiani, una norma che escludesse la partecipazione a chi fosse già stato Sindaco, norma osteggiata da Bassolino e mai concretizzatasi. Tra gli sfidanti la deputata orfiniana Valeria Valente, proposta dal partito, il segretario provinciale dei GD di Napoli Marco Sarracino e l'oncologo Antonio Marfella per il PSI, mentre viene escluso per non aver raccolto le firme necessarie l'ex sottosegretario agli Esteri del PDS nei Governi D'Alema e Amato Umberto Ranieri.
Il 6 marzo 2016 le primarie vedono la vittoria della deputata ed ex assessore della giunta Iervolino, Valeria Valente, sostenuta da renziani e giovani turchi del presidente PD Matteo Orfini, considerata la candidata ufficiale del partito. Valente ottiene 13.419 voti pari al 43.7% contro i 12.967 voti pari al 42.2% dell'ex sindaco e presidente con una differenza di 452 voti (1.5%) seguiti dal segretario comunale dei GD Napoli, Marco Sarracino, appoggiato dalla sinistra Dem, con 3.266 voti pari a 10.6% e da Antonio Marfella, appoggiato dal PSI, con 1.044 pari al 3.4%. Votano 30.693 elettori, oltre il doppio rispetto ai 16.500 napoletani delle Primarie del 2015 per il candidato Presidente della Campania.
Tuttavia, il giorno successivo, il sito Fanpage pubblica due video nei quali cinque cronisti in altrettanti seggi per le primarie dei 78 totali filmano dei consiglieri comunali che indirizzano gli elettori chiedendo il voto per la Valente consegnando soldi a titolo di donazioni per le primarie; tra questi vengono identificati anche ex candidati di centrodestra vicini a Nicola Cosentino e Salvatore Cuffaro. Dopo i video Bassolino decide di ricorrere alla Commissione di Garanzia delle Primarie di Napoli ma il suo ricorso viene respinto immediatamente (8 no, un astenuto e 3 assenti, i rappresentanti di Bassolino) perché oltre le 24 ore e perché contestava irregolarità generali e non specifiche all'annullamento dei seggi incriminati. Poche ore prima del verdetto tuttavia, il presidente del Pd Matteo Orfini e il vicesegretario Lorenzo Guerini, pur condannando le irregolarità, avevano già confermato il risultato del voto e la legittimità della vittoria di Valente nonostante i video. Bassolino ha parlato in tale occasione di "presa in giro agli elettori e alla città" e di "sentenza preconfezionata". Bassolino, dopo aver convocato i suoi sostenitori al teatro Augusteo, ha fatto ricorso in appello alla Commissione di Garanzia regionale contestando il risultato elettorale e chiedendo di rivotare nei 5 seggi inquinati (annullando i voti infatti sarebbe stato lui il vincitore); tuttavia anche stavolta la Commissione ha rigettato il ricorso confermando la vittoria della Valente, che allo stesso tempo aveva effettuato un ricorso per rigettare la proposta di Bassolino, con 7 no, 4 si e un astenuto.

### Referendum 2016 e l'addio al PD
Ad ottobre del 2016 si schiera a favore del "Sì" nella campagna referendaria riguardo alla riforma costituzionale Renzi-Boschi, pur formulando delle critiche, in particolare alla maniera con cui si è giunti alla consultazione.
Il 2 novembre 2017 Bassolino lascia il Partito Democratico non rinnovando la tessera, dopo dieci anni di appartenenza, in netto disaccordo sia con la guida accentratrice di Matteo Renzi, sia per la mozione su Bankitalia che per la scelta del governo Gentiloni di usare il voto di fiducia per far approvare la legge elettorale Rosatellum, affermando di guardare con interesse al Campo Progressista di Giuliano Pisapia.

### Nuova candidatura a sindaco di Napoli
Il 13 febbraio 2021 Bassolino annuncia via social la sua ricandidatura a sindaco di Napoli, con il sostegno di tre liste civiche (Bassolino per Napoli, Con Napoli e Napoli è Napoli), Azione di Carlo Calenda e il Partito Gay. Alla tornata elettorale raccoglie l'8,2% dei consensi, favorendo un seggio che spetta proprio a lui, arrivando terzo dietro all'eletto Gaetano Manfredi del centro-sinistra/Movimento 5 Stelle e Catello Maresca del centro-destra.
Il 3 gennaio 2022 annuncia, in un'intervista a Il Mattino, che dopo le elezioni del Presidente della Repubblica «ci sarà un'assemblea per spingere su un movimento politico di chiara sinistra riformatrice: che deve avere il suo ancoraggio sui temi sociali, del lavoro e delle persone più deboli» «da collegare con tante esperienze che stanno in altre parti d'Italia».

## Vicende giudiziarie

### Richiesta di rinvio a giudizio e condanna della magistratura contabile
Il 31 luglio 2007 è stato richiesto il rinvio a giudizio dalla Procura della Repubblica di Napoli per i presunti reati che avrebbe commesso durante il periodo tra il 2000 e il 2004 come commissario straordinario per l'emergenza rifiuti in Campania. Durante l'udienza preliminare, i PM Noviello e Forleo hanno contestato che l'emergenza rifiuti sarebbe stata l'occasione per far guadagnare cifre «inimmaginabili» a chi aveva lavorato negli anni precedenti al commissariato straordinario, dove durante la gestione Bassolino i subcommissari avrebbero ricevuto compensi pari anche a novantacinquemila euro al mese. I vertici di Impregilo e alcuni ex rappresentanti del commissariato si sarebbero quindi letteralmente arricchiti: il subcommissario Vanoli percepiva un milione e cinquantamila euro all'anno, i subcommissari Paolucci e Facchi, compensi tra gli ottocento e i novecentomila euro.
La stessa situazione si sarebbe verificata anche quando commissario era il prefetto Corrado Catenacci, che in una intercettazione telefonica si lamentava con l'interlocutore, perché il suo stipendio era di cinquemila euro mensili, mentre due tecnici della struttura commissariale intascavano cifre pari a un miliardo di lire all'anno. Sostiene la Procura che «più durava l'emergenza più si guadagnava», e quindi la gestione commissariale non avrebbe avuto affatto interesse a superare la crisi. Di qui le molte inadempienze contestate ad Antonio Bassolino — soprattutto non aver messo a norma gli impianti CDR che producono un materiale inutilizzabile come combustibile in un inceneritore — e di cui, secondo i PM, Bassolino sarebbe stato a conoscenza perché il suo ruolo di commissario era un ruolo «amministrativo» e aveva quindi «giuridicamente l'obbligo di controllare». Quella cattiva gestione commissariale avrebbe consentito all'Impregilo di far finire in discarica non il 14 per cento dei rifiuti prodotti, così come prevedeva il piano, ma il 49 per cento, intasando quindi gli impianti e creando quella che i PM hanno chiamato la «fame di discariche» attuale. Una crisi che è costata all'Italia pesanti sanzioni dall'UE.
Nel dicembre del 2007 è arrivata la condanna dei magistrati contabili napoletani: Antonio Bassolino, all'epoca in cui era commissario straordinario all'emergenza rifiuti, aveva istituito, senza averne titolo, un call center per fornire ai napoletani informazioni di natura ambientale, sprecando così - secondo la Corte dei Conti - ingenti risorse pubbliche, sottraendole all'emergenza rifiuti. Il danno erariale patito dallo Stato è stato quantificato dai giudici della procura regionale della Corte dei Conti della Campania in tre milioni e duecentomila euro, che Bassolino dovrebbe risarcire, in caso di conferma della condanna. Il legale di Bassolino ha comunicato che il suo assistito ritiene infondate le accuse e che è già stato presentato ricorso alla sentenza che quindi attualmente è sospesa. Il 24 ottobre 2009 viene indagato assieme al prefetto di Napoli Alessandro Pansa sul filone dei rifiuti; inchiesta relativa a presunte irregolarità nell'affidamento di lavori di bonifica di siti e falde inquinati lungo il litorale flegreo.

### Rinvio a giudizio, richiesta di dimissioni e assoluzione sul processo rifiuti
Nel febbraio 2008 viene rinviato a giudizio su richiesta della Procura di Napoli con ipotesi di reato che vanno dalla frode in pubbliche forniture, alla truffa ai danni dello Stato, abuso di ufficio, falso e reati ambientali, nel periodo in cui era Commissario Straordinario per l'emergenza rifiuti. Nell'ambito di questo stesso procedimento è stato disposto un sequestro cautelativo dei beni di Bassolino. In tale circostanza si è appurato che Bassolino risulta non possedere beni immobili.
In seguito al rinvio a giudizio numerosi esponenti politici nazionali e locali, in modo trasversale agli schieramenti politici, hanno invitato Bassolino a presentare le sue dimissioni dalla carica di presidente della Campania. Gianfranco Fini, interpretando il pensiero politico della forze di centro-destra, ha parlato di «situazione insostenibile», auspicando le dimissioni, mentre Antonio Di Pietro non ha manifestato «nessun dubbio sul fatto che Antonio Bassolino debba dimettersi». Lo stesso Walter Veltroni, all'epoca leader del Partito Democratico, durante la campagna elettorale per le elezioni politiche 2008, parlando della vicenda, ha dichiarato che «di fronte a vicende così amare per lui l'unica cosa sia affidarsi alla sua coscienza civile». L'ex leader de La Sinistra l'Arcobaleno Fausto Bertinotti ha affermato che in Campania «un intero ciclo è finito, bisogna tornare rapidamente alle elezioni per colmare uno iato che c'è tra i cittadini e le istituzioni». Bassolino dal canto suo, agli inviti alle dimissioni, ha replicato negativamente: «Ho la coscienza a posto e le mani pulite; non ho fatto nulla di male».
Il 30 marzo 2010, Bassolino è stato nuovamente rinviato a giudizio dal giudice Vincenzo Alabiso. È accusato di peculato per aver versato 79 000 euro a uno dei consulenti del commissariato ai rifiuti.
Il 23 aprile 2012 cadono in prescrizione molti capi di accusa nel processo sui rifiuti in Campania. Nonostante ciò l'assoluzione, richiesta dagli avvocati, non viene concessa.
Il 4 luglio 2012 la Corte dei conti della Campania ha sentenziato riguardo alla gestione del commissariato per le alluvioni, creato per prevenire il rischio su un territorio ferito da eventi catastrofici, come la strage di Sarno del maggio 1998. Con questa sentenza i giudici contabili hanno condannato Bassolino e un dirigente della Regione, Fernando De Angelis, a risarcire la Presidenza del Consiglio dei ministri - dipartimento della Protezione Civile per circa 195.000 euro a testa. È la conseguenza di un'ordinanza del 21 luglio 2004 con cui il commissario straordinario Bassolino dispose di assegnare ai dipendenti regionali in servizio presso il commissariato, “in aggiunta allo stipendio già in godimento”, un compenso mensile ‘omnicomprensivo’ di 2700 euro per coordinatore, 2100 euro per dirigente, 900 euro per collaboratore e 700 euro per collaborazioni di personale con qualifiche inferiori..
Nel febbraio 2013 la magistratura contabile lo condanna a risarcire al Comune 560.893 euro per gli operai ed ex lavoratori socialmente utili chiamati negli anni 2000 negli enti di bacino per lavorare alla raccolta differenziata ma in realtà inattivi.
Il 4 novembre 2013, a seguito di ricorso in appello contro la sentenza di proscioglimento per prescrizione del 23 aprile 2012 nel processo sulla gestione del ciclo dei rifiuti a Napoli e in Campania, Bassolino viene assolto con formula piena (per alcuni capi perché il fatto non sussiste e per altri perché il fatto non costituisce reato).

## Scritti
Ha pubblicato i saggi "Mezzogiorno alla prova" (1980) e "La repubblica delle città" (1996) e ha svolto attività pubblicistica orientata ai temi dell'occupazione e della criminalità organizzata, e del Mezzogiorno.
Nel 2010, poco dopo la conclusione della sua esperienza da Presidente della Regione Campania, pubblica Napoli, Italia, autobiografia politica ragionata. Il buon riscontro del testo lo spinge a scrivere Le Dolomiti di Napoli. Racconti di politica e di vita (2013), il cui successo, assieme alle assoluzioni nei processi più importanti sui rifiuti, lo rimettono al centro del dibattito politico a Napoli.

## Nella cultura di massa
Il regista Mario Martone gli dedica un personaggio di un cortometraggio "La salita", interpretato da Toni Servillo: un sindaco in fascia tricolore che percorre a fatica a piedi il Vesuvio.